# Friedrich August Rudolph Kolenati
Friedrich August Rudolph Kolenati (12 de septiembre de 1812 - 17 de julio de 1864) fue un botánico, zoólogo, y mecenas checo-alemán activo principalmente en Praga y Brno.
Nació en Praga, donde completó la escuela primaria y la escuela secundaria, y luego después de la graduación en la Facultad de Medicina de la Universidad Carolina como estudiante de las ciencias naturales, en especial la botánica y la entomología , continuó como asistente en la botánica. En 1842 se trasladó a Rusia como asistente en zoología en la Academia de San Petersburgo de Ciencias. Desde 1842-1845, participó en exploraciones del Cáucaso, que van desde el Mar de Azov a Nagorno-Karabaj, y más tarde llevó a cabo una encuesta de la parte baja del río Don.
En 1845, regresó a Praga, donde fue nombrado profesor asociado de Historia Natural. En 1848 jugó un papel activo en los acontecimientos revolucionarios de la época, por lo que fue detenido posteriormente. Después de su salida de la cárcel, dio conferencias de mineralogía y zoología en el Instituto Politécnico de Praga y trabajó como profesor de historia natural en el Lesser gymnasium. En 1848 fue cofundador de la Asociación de Ciencias Lotos, y fue nombrado profesor titular de ciencias naturales y tecnología en el Instituto Politécnico de Brno. En este departamento durante su mandato amplió significativamente sus colecciones de historia natural, especialmente sus colecciones mineralógicas. Murió mientras estaba en un viaje de investigación a Praděd y está enterrado en Little Morávka.
Publicó más de 50 trabajos entomológicos, y también fue considerado un experto en murciélagos. Su colección de escarabajos de la primera mitad del siglo XIX se ha convertido en una de las bases del Museo Nacional de la colección entomológica 's en Praga.

## Honores
- Miembro de la Real Sociedad Científica Checa